# Sertab Erener
Sertab Erener (Istanbul, 4 dicembre 1964) è una cantante, paroliera e compositrice turca.
Particolarmente nota in Turchia, ha preso parte all'Eurovision Song Contest 2003, vincendo con la canzone Everyway That I Can.

## Biografia
Nata a Istanbul come seconda figlia di Nizamettin e Yücel Erener, ha passato buona parte della sua infanzia nel distretto di Eyüp. La famiglia di sua madre era originaria della Jugoslavia ma si trasferì ad Ayvalık a causa della guerra. La madre aveva studiato arti pittoriche presso l'Accademia di Belle Arti di Istanbul, tuttavia non continuò la sua carriera dopo il matrimonio. La famiglia paterna era invece originaria dell'Anatolia Orientale. Il padre, Nizamettin, originario di Diyarbakır, era un appassionato di musica, tanto da intraprendere una breve carriera da solista per Istanbul Radio. Ma nonostante questa passione decise di diventare un avvocato.
Durante la gioventù fu influenzata dalla passione del padre per la musica classica ottomana, infatti il suo stesso nome era una dedica alla canzone Ey Şûh-i Sertab.
Finita la scuola primaria ebbe l'occasione di iscriversi al Liceo Italiano di Istanbul, tuttavia suo padre preferì mandarla all'Işık High School. In questi anni soffrì di itterizia e le fu diagnosticata una rettocolite ulcerosa, che le provocò diversi ricoveri in ospedale nell'arco degli anni scolastici. Durante i suoi studi si appassionò alla musica e vista l'influenza paterna, si iscrisse al conservatorio statale di Istanbul per studiare principalmente l'opera.
Ha iniziato la carriera lavorando con Sezen Aksu, un'altra star della musica turca, ed ha pubblicato il suo primo album intitolato Sakin Ol nel 1992, seguito da Lal (1994), Sertab Gibi (1996), Sertab Erener (1999) e Turuncu (2001).
Sertab Erener ha anche duettato con Emre Altuğ, José Carreras e Ricky Martin e anche con la cantante greca Mando.
Nel 2004 ha pubblicato il suo primo album in inglese intitolato No Boundaries. Le sue due canzoni One More Cup of Coffee (una cover di Bob Dylan) e Here I Am sono state utilizzate in colonne sonore di film internazionali. Ha lavorato anche con famosi musicisti come Desmond Child, Anggun, e la band belga Voice Male.
Nel 2012 ha pubblicato una cover del brano Why This Kolaveri Di, col nome Söz.
Nel 2024 Sertab Erener, dopo 21 anni, torna all'Eurovision Song Contest, ma fuori gara, eseguendo Everyway That I Can.

## Discografia

### Album in studio
- 1992 - Sakin Ol!
- 1994 - Lâ'l
- 1997 - Sertab Gibi
- 1999 - Sertab Erener
- 2001 - Turuncu
- 2004 - No Boundaries
- 2005 - Aşk Ölmez
- 2009 - Painted on Water (con Demir Demirkan)
- 2010 - Rengârenk
- 2012 - Ey Şûh-i Sertab
- 2013 - Sade
- 2016 - Kırık Kalpler Albümü
- 2020 - Ben Yaşarım

### Album dal vivo
- 2008 - Sertab Erener Otobiyografi: 15. Sanat Yılı Konseri
- 2020 - Ah Şişede Lâl

### Raccolte
- 2000 - Sertab
- 2007 - The Best of Sertab Erener
- 2007 - Sertab Goes to the Club

### EP Turchia
- 2000 - Bu Yaz
- 2010 - Love (con Demir Demirkan)
- 2012 - Senin Mutluluğun Benim Doğum Günüm

### Singoli
- 1999 - Zor Kadin
- 1999 - Şaşkın (con Emre Altuğ)
- 2000 - Utanma
- 2001 - Yeni
- 2003 - Everyway That I Can
- 2003 - Here I Am
- 2004 - I Believe (That I See Love in You)
- 2004 - Leave
- 2005 - Aşk Ölmez, Biz Ölürüz
- 2005 - Satılık Kalpler Şehri
- 2005 - Kim Hakliysa